# 本田F系列發動機

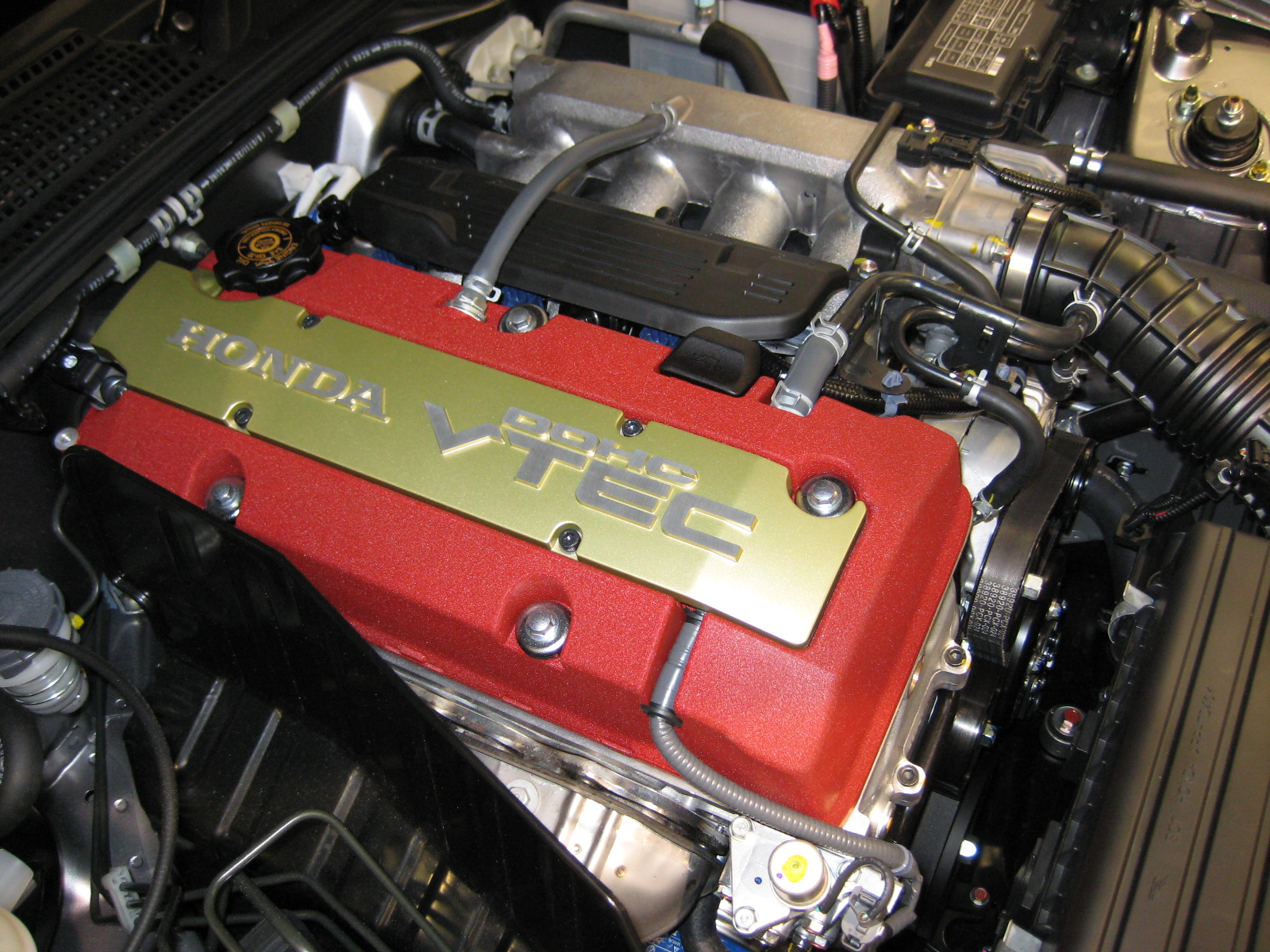
本田F22C發動機

本田F系列發動機是本田技研有限公司所生產的直列四缸發動機。它採用鑄鐵缸體和鎂鋁材質的氣缸蓋，其中某些型號的發動機擁有單頂置凸輪軸及雙頂置凸輪軸兩個版本。本田F系列發動機中的F20C發動機在2000年和2001年連續兩年被列入華德十大最佳汽車引擎。

## 單頂置凸輪軸發動機

### F18A
該發動機搭載於名爵榮威618i

#### 技術規格
- 缸徑×衝程：85.0毫米×81.5毫米
- 排氣量：1.8公升 (1849毫升)
- 氣門形式：單頂置凸輪軸，16氣門
- 峰值馬力：105匹@6000轉 (PGM化油器，節氣門噴射）
- 峰值扭矩：14.6公斤米@4000轉

### F18B
該發動機搭載於日規的本田Accord 1.8VTS/VTE，也常見於歐規的本田Accord VTEC S。

#### 技術規格
- 缸徑×衝程：85.0毫米×81.5毫米
- 排氣量：1.8公升 (1849毫升)
- 氣門形式：單頂置凸輪軸，16氣門，VTEC
- 壓縮比：9.3:1
- 峰值馬力：138匹
- 峰值扭矩：168牛頓米
- ECU: OBD2

### F20A
該發動機曾搭載於本田Accord及本田Preludes

#### 技術規格
- 缸徑×衝程：85.0毫米×88.0毫米
- 排氣量：2.0公升
- 壓縮比：9.5:1
- 氣門形式：單頂置凸輪軸或雙頂置凸輪軸，16氣門
- 峰值馬力：
  - F20A2：110匹馬力@6000轉
  - F20A3：110匹馬力@6000轉
  - F20A4：133匹馬力@5400轉
  - F20A5：135匹馬力@5400轉
  - F20A6：90匹馬力@6000轉
  - F20A7：135匹馬力@5600轉
  - F20A8：145匹馬力@5900轉
- 峰值扭矩：
  - F20A2：16.1公斤米@3800轉
  - F20A4：18.5公斤米@4300轉
  - F20A7：19.3公斤米@4400轉
  - F20A8：138磅·英尺@4400轉

### F20B
該發動機可爆發出154匹的峰值馬力及186牛頓米的峰值扭矩，單凸輪軸版本則可爆發出148匹的峰值馬力。

#### 技術規格
- 缸徑×衝程：85.0毫米×88.0毫米
- 排氣量：2.0公升 (1,997cc)
- 配置閥：單頂置凸輪軸或雙頂置凸輪軸，16氣門，VTEC
- 壓縮比：11.1:1
- 峰值馬力：154匹@7000轉
- 峰值扭矩：186牛頓米@7000轉

### F20Z2
該發動機與F20A類似，使用與同期的亞規及歐規的本田Accord中

### F22A
該款發動機曾搭載與本田Accord及本田Preludes。

#### 技術規格
- 缸徑×衝程：85.0毫米×95.0毫米
- 排氣量：2.2公升 (2156毫升)
- 氣門配置：單頂置凸輪軸，16氣門
- 壓縮比：8.8:1
- 峰值馬力：
  - F22A1：125匹@5200轉 (1992年-1996年間的本田Preludes S也有搭載該型號發動機，搭配更加追求性能的P11 ECU，峰值馬力可達135馬力。)
  - F22A3：150匹@5200轉 (針對歐洲市場當時更為寬限的排放標準，可輸出更大的峰值馬力。)
  - F22A4：130匹@5200轉 (調校與F22A1近似，搭配重新設計管路的排氣頭段及具備更大的排氣口徑，可輸出相對較高的峰值馬力。)
  - F22A6：140匹@5600轉 (在F22A1基礎上進行進一步修改，包括改良的凸輪軸，改良的氣門彈簧，全新設計的鑄鐵排氣歧管，更加追求性能的PT6 ECU，以及全新設計的進氣歧管。)
  - F22A7：150匹@5600轉馬力 (針對歐洲市場當時更為寬限的排放標準，並使用PT4 OBD I ECU，可輸出更大的峰值馬力。)
- 峰值扭矩：
  - F22A1：186牛頓米@4000轉
  - F22A4：193牛頓米@4000轉
  - F22A6：193牛頓米@4500轉
  - F22A7：198牛頓米@5000轉

### F22B
該發動機曾使用於1994年-1997年的本田Accord，以及1997年的謳歌CL中，後期版本也曾搭載於1995年-1997年的本田奧德賽。該款發動機是本田F系列發動機中首款搭載VTEC技術的發動機，但VTEC在此款引擎中的調校更加偏向於提高燃油經濟性，而非性能。

#### 技術規格
- 缸徑×衝程：85.0毫米×95.0毫米
- 排氣量：2.2公升 (2156毫升)
- 壓縮比：8.8:1
- 氣門配置：單頂置凸輪軸，16氣門，VTEC
- 峰值馬力：
  - F22B1：145匹@5500轉
  - F22B2：130匹@5300轉
- 峰值扭矩：
  - F22B1：199牛頓米@4500轉
  - F22B2：188牛頓米@4200轉
- VTEC區間：2600轉-5250轉 (二級可變)
- 轉速紅線：6200轉
- 斷油轉速：
  - F22B1：6500轉
  - F22B2：6900轉
- 點火順序：1-3-4-2

### F22Z2
該發動機曾使用於1996年-1998年的歐規本田Accord 2.2i中。

#### 技術規格
- 缸徑×衝程：85.0毫米×95.0毫米
- 排氣量：2.2公升 (2156毫升)
- 氣門配置：單頂置凸輪軸，16氣門，VTEC
- 壓縮比：9.3:1
- 峰值馬力：150匹@5500轉
- 峰值扭矩：200牛頓米@4500轉

### F23A
該發動機為1998年-2002年間本田的主力直列四缸發動機之一，曾搭載於本田Accord、謳歌2.3CL、本田奧德賽及五十鈴Oasis。

#### 技術規格
- 缸徑×衝程：86.0毫米×97.0毫米
- 排氣量：2.3公升 (2254毫升)
- 氣門配置：單頂置凸輪軸，16氣門，VTEC
- 壓縮比：9.3:1
- 峰值馬力：
  - F23A1：150匹@5700轉
  - F23A5：135匹@5500轉
- 峰值扭矩：
  - F23A1：205牛頓米@4900轉
  - F23A5：206牛頓米@4500轉

## 雙頂置凸輪軸發動機

### F20A
此發動機曾使用與1990年-1993年的日規本田Accord Si中。

#### 技術規格
- 缸徑×衝程：85.0毫米×88.0毫米
- 排氣量：2.0公升 (1,997cc)
- 氣門配置：雙頂置凸輪軸，16氣門
- 壓縮比：9.5:1
- 峰值馬力：150匹@6100轉
- 峰值扭矩：186牛頓米@5000轉

### F20B
此發動機使用與H22A類似的雙頂置凸輪軸VTEC的缸蓋，主要針對對2.0公升以上排期量徵收附加稅的國家和地區。F20B搭配自動變速器可爆發180匹的峰值馬力，而搭配手動變速器由於使用強度更大的凸輪軸，以及搭載於H22的進氣系統及節氣門，可輸出高達200匹的峰值馬力，升功率比達到每升100匹馬力。

#### 技術規格
- 缸徑×衝程：85.0毫米×88.0毫米
- 排氣量：2.0公升 (1,997cc)
- 氣門配置：雙頂置凸輪軸，16氣門，VTEC
- 壓縮比：11.0:1
- 峰值馬力：
  - 搭載自動變速器：180匹@7000轉
  - 搭載手動變速器：200匹@7000轉
- 峰值扭矩：197牛頓米@5500轉
- 轉速紅線：7400轉

### F20C
此發動機是本田為本田S2000專門開發的發動機，雖然隸屬於F系列發動機，並主要從F20發動機改良而來，但其中使用了大量本田K系列發動機的技術，並以追求最大化壓榨性能為目的開發出的一款高性能直列四缸發動機。

#### 技術規格
- 缸徑×衝程：87.0毫米×84.4毫米
- 排氣量：2.0公升 (1,997cc)
- 氣門配置：雙頂置凸輪軸，16氣門，VTEC
- 壓縮比：
  - 日規：11.7:1
  - 美規及歐規：11.0:1
- 峰值馬力：
  - 日規：250匹@8300轉
  - 美規及歐規：240匹@8300轉
- 峰值扭矩：
  - 日規：218牛頓米@7500轉
  - 美規及歐規：207牛頓米@7500轉
- 轉速紅線：8800轉
- 斷油轉速：9000轉
- VTEC區間: 6100轉-9000轉

#### 特點
F20C發動機是本田一款因性能而生的發動機，其通過最大程度的提高轉速極限來壓榨發動機的輸出功率，轉速紅線達到9000轉，VTEC的在6100轉時才開始介入，其84毫米的長衝程設計，導致活塞的平均運行速度為每秒25米，是當時世界上活塞運動速度最快的量產車，其驚人的輸出功率，也是2.0公升排氣量自然進氣引擎裡最高的發動機。並籍此在2000年及2001年連續兩年被列入華德十大最佳汽車引擎。

### F22B
該發動機曾搭載於1992年-1996年間的本田Preludes Si車型中，其設計於H23A類似。

#### 技術規格
- 缸徑×衝程：85.0毫米×95.0毫米
- 排氣量：2156毫升
- 氣門配置：雙頂置凸輪軸，16氣門
- 壓縮比：9.3:1
- 峰值馬力：169匹@6000轉
- 峰值扭矩：200牛頓米@5000轉

### F22C
此發動機由F20C發動機改良而來，最初被搭載與2004年後美規的本田S2000中，隨後也替代了日規S2000中的F20C引擎，但該發動機只曾搭載於日規和美規的S2000中。F22C通過在F20C的基礎上進一步增加衝程來小幅提升排氣量，發動機的扭矩輸出得到進一步改善，在6500轉時即可輸出220牛頓米的峰值扭矩。

#### 技術規格
- 缸徑×衝程：87.0毫米×90.7毫米
- 排氣量：2.0公升 (1,997cc)
- 氣門配置：雙頂置凸輪軸，16氣門，VTEC
- 壓縮比：11.1：1
- 峰值馬力：
  - 日規：239匹@7800轉
  - 美規：237匹@7800轉
- 峰值扭矩：
  - 日規：221牛頓米@6500轉-7500轉
  - 美規：220匹@6800轉
- 轉速紅線：8000轉
- 斷油轉速：8200轉